# Canalul vomerovaginal
Canalul vomerovaginal (Canalis vomerovaginalis) este un canal inconstant între procesul vaginal  al osului sfenoid și aripile vomerului , prin care merge o ramură a arterei sfenopalatine (Arteria sphenopalatina).